# Morris LD Van

## Mark I
Der Morris LD-Van wurde als Nachfolger des Morris-Commercial PV Van von Morris Commercial, einer Tochtergesellschaft der Morris Motor Company 1952 vorgestellt. Ebenso wie bei seinem Vorgänger und dem kleineren Morris J-Typ handelte es sich um einen mit zwei vorderen Schiebetüren versehenen Kleintransporter in Frontlenker-Bauweise mit 1000 kg (LD1) und 1500 kg (LD2) Nutzlast. Der 2199 cm³ Benzinmotor mit 34 kW Leistung bei 3250 min−1 und 97 Nm max. Drehmoment wurde zwischen Fahrer- und Beifahrersitz platziert, damit ein ebener Boden entstand und die Kraft mittels Vier-Gang-Schaltgetriebe über eine Kardanwelle auf die Hinterachse übertragen. Dadurch konnte neben dem Kastenwagen und Kleinbus das robuste Fahrgestell mit vier Querträgern für verschiedenste Aufbauten genutzt werden. So wurde neben einem Rettungswagen auch eine Sattelzugmaschine ab Werk angeboten, während diverse Aufbauten von anderen Herstellern produziert wurden.
Nachdem 1952 Morris mit der Austin Motor Company zur British Motor Corporation fusioniert hatte,  beschloss BMC die Einstellung eigener Nutzfahrzeugentwicklung und Produktion von Austin.
So wurde nach Produktionseinstellung des Austin K8 ab Dezember 1954 der Austin 1000/1500 kg Van mittels Badge-Engineering produziert.
Ab 1955 war dann auch ein 2178-cm³-Dieselmotor mit 41 kW bei 3500 min−1 und einem maximalen Drehmoment von 89 Nm erhältlich.
Im Januar 1956 kostete der LD1 mit Benzinmotor 722 £ inkl. Purchase Tax. Die Purchase Tax war eine im Mai 1950 eingeführte 33 % Steuer auf Nutzfahrzeuge, mit Ausnahme von Krankenwagen und verschiedene Kommunal- und Einsatzfahrzeuge.
Der LD2 mit Benzinmotor startete bei 758 £. Der Aufpreis für den Dieselmotor betrug 36 bzw. 37 £.
Nachdem die Purchase Tax abgeschafft worden war, lagen die Preise im Juni 1959 bei £ 694 und £ 728 beim Benzinmotor und 799 £ bzw. 833 £ beim Dieselmotor.

## Mark II

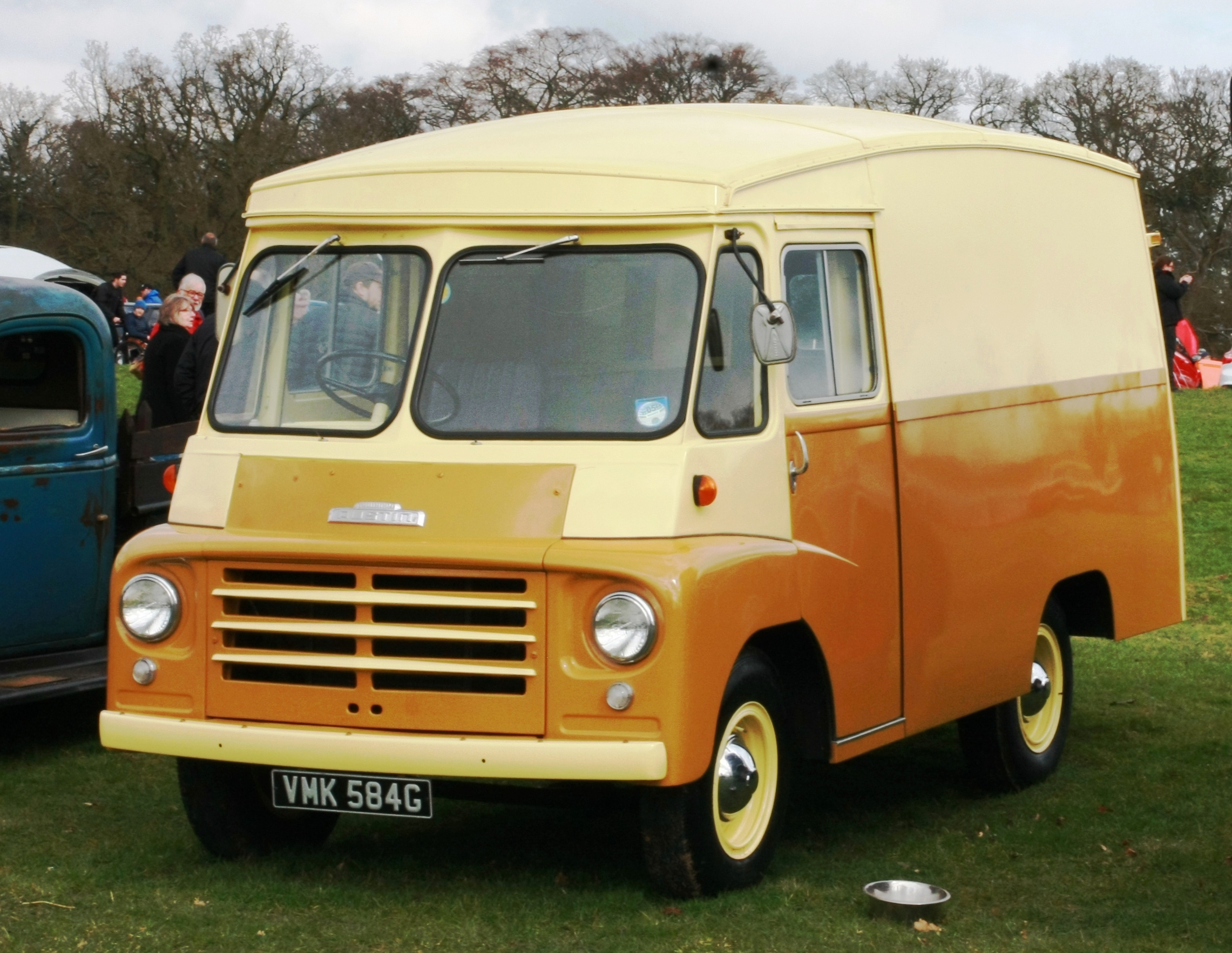
… auch als Austin LD angeboten

Eine größere Überarbeitung erfolgte im April 1960 mit einem nun synchronisierten 4-Gang-Schaltgetriebe neben anderen kleineren technischen Änderungen und geändertem Kühlergrill. Die Typenbezeichnung war nun beim Eine-Tonne-Nutzlast-Modell LD4 (Benzin) und LD04 (Diesel) und in ähnlicher Weise die 1,5-Tonnen-Modelle LD5 und LD05. Im Rahmen einer Umstrukturierung im Nutzfahrzeugbereich wurden daraus 1961 die Modelle LD-M20 (eine Tonne) und LD-M30 (1,5 Tonnen), angelehnt an die englische Bezeichnung für Nutzlast in Cwt.

## Mark III

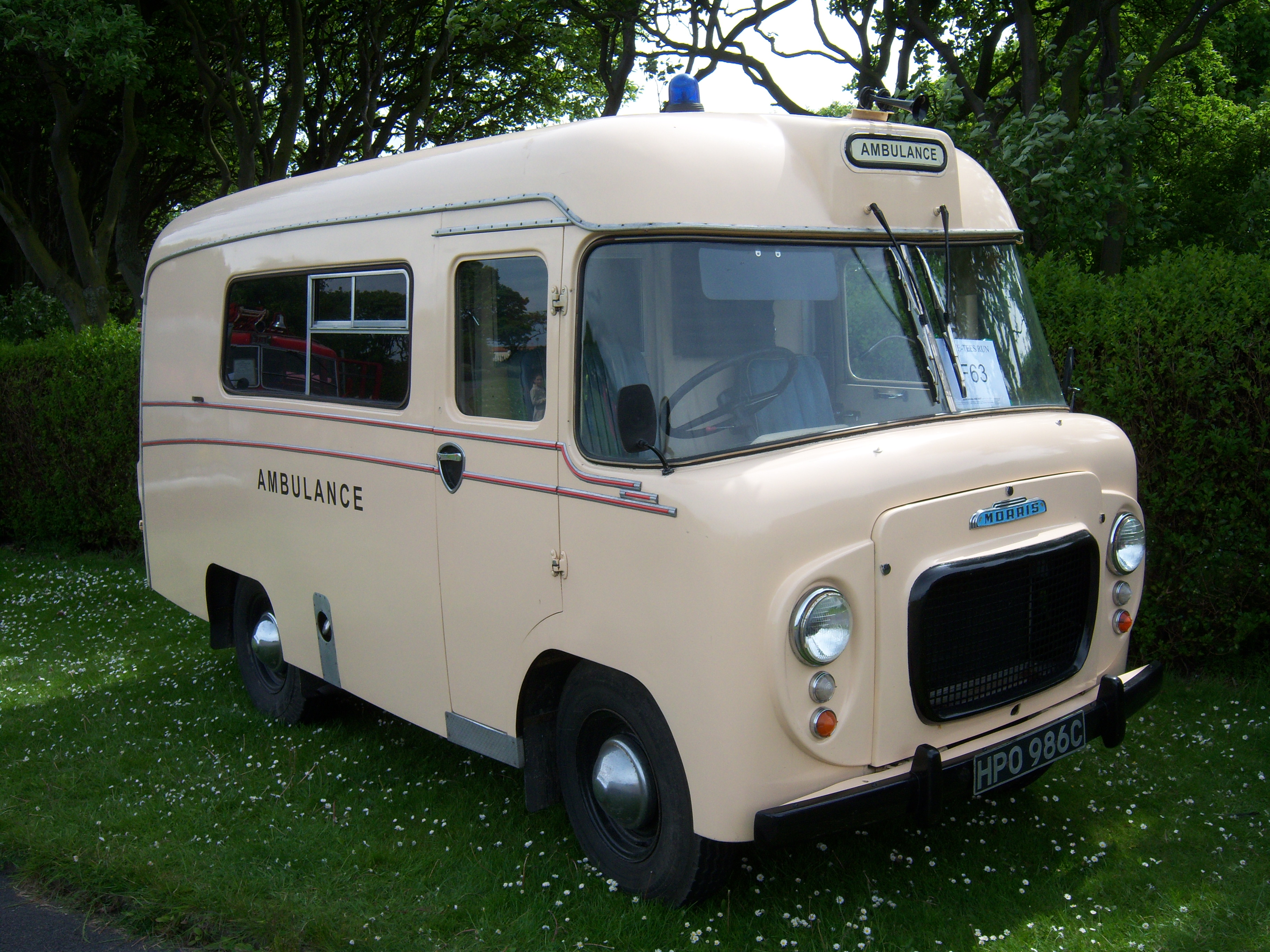
Morris LD Mark III

1963 erfolgte eine Überarbeitung der Motoren zu mehr Leistung und geringerem Kraftstoffverbrauch. Das Armaturenbrett und Teile der Innenausstattung wurde modernisiert. Am deutlichsten fiel jedoch die überarbeitete Front mit gefälligerem und modernerem Design auf. Ebenso wurde die Modellbezeichnung geändert zu 240/260LD und 340/350LD, wodurch das Gesamtgewicht nach Abzug einer Null angegeben wurde. Durch neue Vorschriften und geänderte Bereifung für höhere Traggewicht änderte sich beim 350 LD das Gesamtgewicht auf knapp über 3600 kg. Gleichzeitig wurde die Serie nun auch als BMC LD Van angeboten.
Nach dem Start des Austin JU 250 1967 wurde die Produktion des Austin Modells im gleichen Jahr reduziert auf den Bereich des 2,6-Tonnen-Gesamtgewichtsmodells 260 LD. Mitte 1968 endete die Produktion der gesamten Modellreihe, welche im selben Jahr vom BMC 350 EA ersetzt wurde.

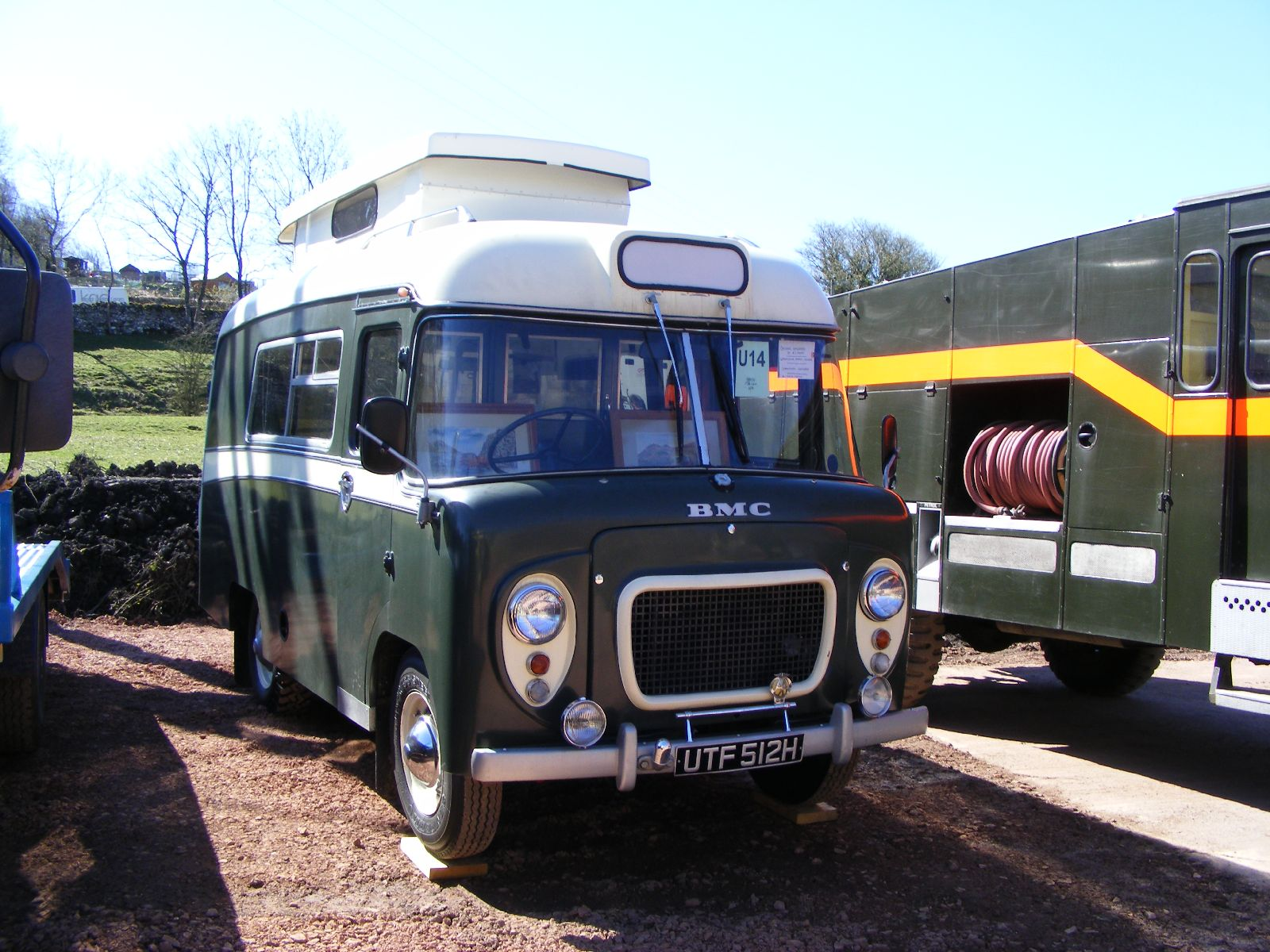
BMC LD Van